# Оскар Вернер
Оскар Вернер (на немски: Oskar Werner) е австрийски актьор. 

## Биография
Дебютира на сцената на виенския бургтеатър през 1941 г. (с псевдонима Оскар Вернер) благодарение на своя наставник, режисьор и актьор - Лотар Мютел. В театъра Вернер е работил дълги години с кратки прекъсвания.
В киното дебютира през 1948 година. Получава световна слава, след като играе главната роля във филма „Жул и Жим“ на Франсоа Трюфо, кати си сътрудничи с режисьора и във филма „451 градуса по Фаренхайт“.
Вернер получава признание и в Обединеното кралство и Съединените щати, където за ролята му във филма „Корабът на глупците“ на Стенли Крамър е номиниран за БАФТА и Оскар за най-добра мъжка роля. Освен това е награден със „Златен глобус за най-добър поддържащ актьор“ за ролята си във филма „Шпионинът, който дойде от студа“.
Той прави опит да режисира. Заснема през 1958 г. телевизионния филм (немски:Ein gewisser Judas), където също играе главната роля.
На 22 октомври 1984 г., докато е на кратко турне в Марбург, 61-годишният Вернер се почувствал зле и отменил планирано четене на поезия в малък драматичен клуб в града. На следващия ден умира внезапно от инфаркт в хотелската си стая. Два дни преди това е починал най-близкият приятел на актьора, видният режисьор Франсоа Трюфо.

## Избрана филмография
| Година | Филм                            | Оригинално заглавие               | Роля         | Режисьор      |
| ------ | ------------------------------- | --------------------------------- | ------------ | ------------- |
| 1962   | Жул и Жим                       | Jules et Jim                      | Жул          | Франсоа Трюфо |
| 1965   | Шпионинът, който дойде от студа | The Spy Who Came in from the Cold | агент Фидлер | Мартин Рит    |
| 1966   | 451 градуса по Фаренхайт        | Fahrenheit 451                    | Гай Монтаг   | Франсоа Трюфо |